# Torre delle Saline (Manduria)
La torre delle Saline è una torre in rovina situata in Marina di Manduria tra le località di Specchiarica e Torre Colimena.

## Descrizione
Esistono solo i ruderi di questa torre che aveva base quadrata.
Non si trattava di una torre di avvistamento antisaracena (infatti non è mai riportata nei censimenti e negli inventari degli ingegneri del viceregno tra il 1600 e il 1700), ma piuttosto di un edificio fortificato costruito a guardia della Salina dei Monaci e con finalità anche di conservazione e custodia del sale ivi prodotto.